# Phoenix Parnevik
Phoenix Bo Jesper Parnevik, född 16 februari 2001 i Jupiter, Florida, är en svensk-amerikansk skådespelare.
Phoenix Parnevik är son till före detta professionella golfaren Jesper Parnevik och Mia Parnevik. Han har tidigare studerat film vid Loyola Marymount University i Los Angeles men hoppade av studierna för att fokusera på karriären som skådespelare. Han har medverkat tillsammans med övriga i familjen i dokusåpan Parneviks. 2024 axlade han en av huvudrollerna i Sommartider – Filmen om Gyllene Tider där han spelade trummisen Micke "Syd" Andersson.
I juli 2025 meddelades det att Parnevik skulle medverka i den kommande TV-serien Crystal Lake, som är en prequel på filmserien Fredagen den 13:e (Friday the 13th). Han kommer att spela rollen som Barry i denna serie.

## Filmografi (i urval)
- 2015–2018 – Parneviks (TV-serie)
- 2024 – Sommartider – Filmen om Gyllene Tider
- TBA – Crystal Lake